# Schälrück
Der vollständig bewaldete Berg Schälrück hat eine Gipfelhöhe von 386,1 m ü. NN und zählt zum Frauenseer Forst. Er befindet sich am Westrand der Gemarkung von Springen, nahe der Ortslage von Vitzeroda, einem Stadtteil von Werra-Suhl-Tal im Wartburgkreis in Thüringen.
An der Westflanke des Berges wurde im Tälchen Allmannsloch der Sportplatz von Vitzeroda angelegt.